# Eugène Mattiato
 (février 2018).
Si vous disposez d'ouvrages ou d'articles de référence ou si vous connaissez des sites web de qualité traitant du thème abordé ici, merci de compléter l'article en donnant les références utiles à sa vérifiabilité et en les liant à la section « Notes et références ».
Eugène Mattiato (Essen, juin 1910 - 1991) est un écrivain belge d'origine italienne ayant décrit les conditions de travail et de vie des mineurs dans les charbonnages en Belgique. Il est souvent cité en parallèle à Constant Malva comme un des écrivains prolétariens de la littérature belge.

## Biographie
Il est le fils d'un mineur de fond austro-hongrois qui a émigré à Essen dans le bassin minier de la Ruhr, et qui devient italien après la fin de la Première Guerre mondiale.
Arrivé avec sa famille à Charleroi en 1924 et descendu à la mine pour ses quatorze ans, à une époque où les mines belges cherchent de la main-d'œuvre pour se développer, il suit des cours du soir. Militant syndical lors de la grande grève des mineurs belges en 1932, il écrit dans divers périodiques ouvriers. Durant la Seconde Guerre mondiale, il entre dans la Résistance et diffuse la presse clandestine. Il signe des nouvelles, romans et pièces de théâtre, non édités. Son premier ouvrage qui paraît, le roman La Légion du sous-sol, récit détaillé du combat quotidien d'un délégué à la sécurité, est primé en 1958 et connaît un immense succès. Il vient deux ans après la catastrophe du Bois du Cazier, qui a fait 262 morts et fortement marqué la conscience nationale. La dénonciation des négligences et de la cupidité de l'encadrement et de la direction des charbonnages lui vaut d'être licencié.
Il vivra ensuite d'un emploi de secrétaire permanent de la Ligue des familles à Charleroi et de sa collaboration à divers journaux. Par ailleurs il milite dans le mouvement laïque, donne des cours d'italien et d'allemand, et siège au Conseil consultatif des étrangers. Il écrit toujours des livres, mais de son vivant, il n'est plus jamais édité. Frappé par la maladie de Parkinson à partir de 1978, il décède en 1991.
La Légion du sous-sol est réédité en 2005 (éditions Labor), mais surtout, l'éditeur Memogrames a entrepris à partir de 2006 de publier les inédits d'Eugène Mattiato, à savoir Fils de houilleur, La Babel des ténèbres, Le Baiser à la Morte, Les Fils de la Louve et Journal d'un Parkinsonien. Le même éditeur a publié une plaquette biographique à l'occasion du centenaire de la naissance de l'auteur et d'une commémoration organisée au Bois du Cazier, à Marcinelle.